# Opuncie hnědoostná
Opuncie hnědoostná (Opuntia phaeacantha) je druh opuncie, který se vyskytuje na jihozápadě USA, na území Velkých planin a v severním Mexiku.
Existuje několik odrůd tohoto druhu, který se může křížit s jinými opunciemi. Někdy je tak jeho identifikace obtížná.
Výskyt ve volné přírodě byl zaznamenán i v Česku, kde je tato opuncie invazním druhem.

## Popis
Květy jsou jasně žluté se světle zeleným až oranžovým nebo červeným středem. V některých oblastech mohou rostliny produkovat i květy jiných barev, např. růžové nebo purpurové.

Jedlé plody jsou obvykle červené nebo fialové s růžovou semennou dužinou. Plody mají chuť melounu nebo hrušek. Plody i stonkové články představují důležitý zdroj potravy pro pouštní divokou zvěř.

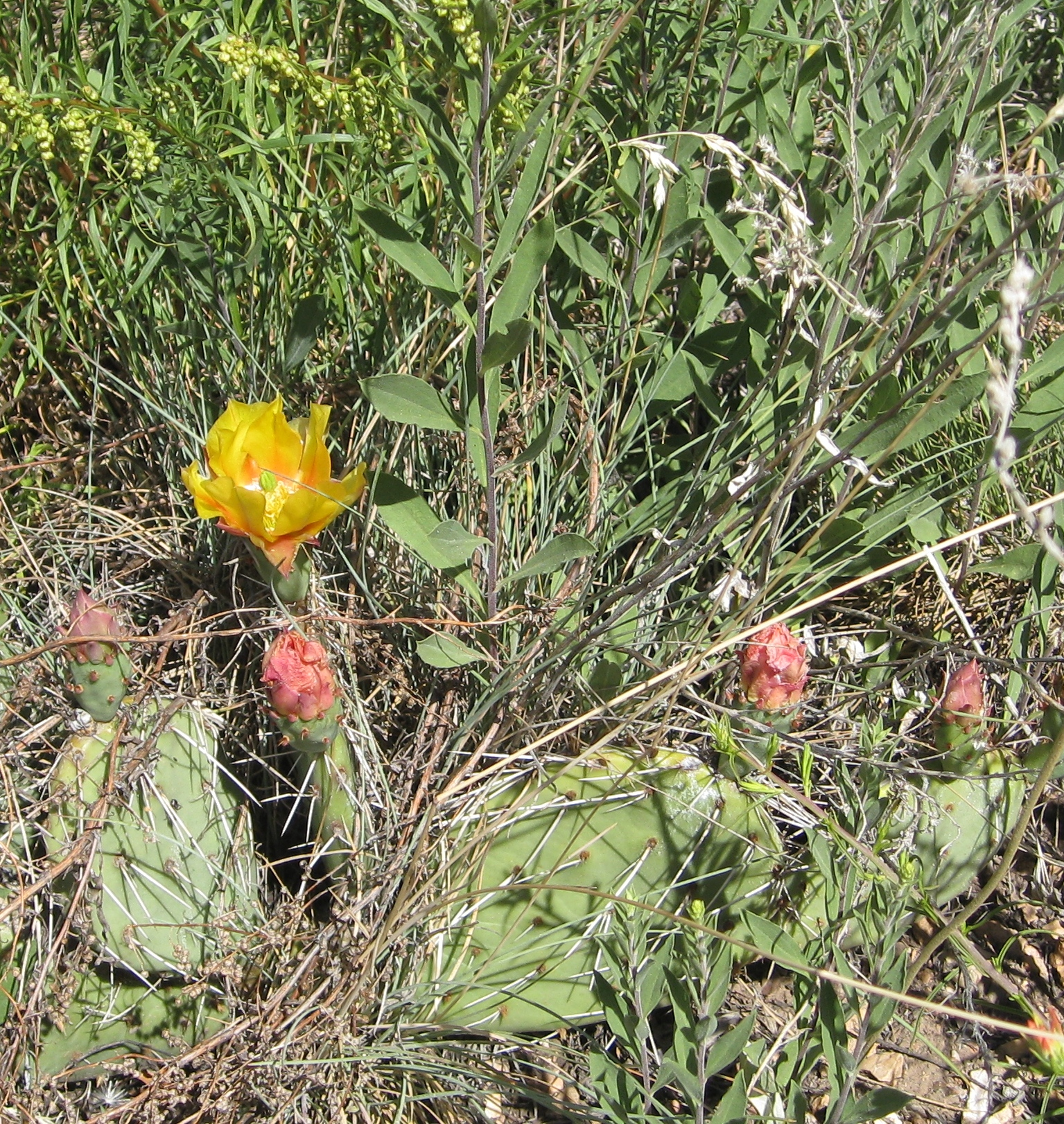
Typický žlutý květ
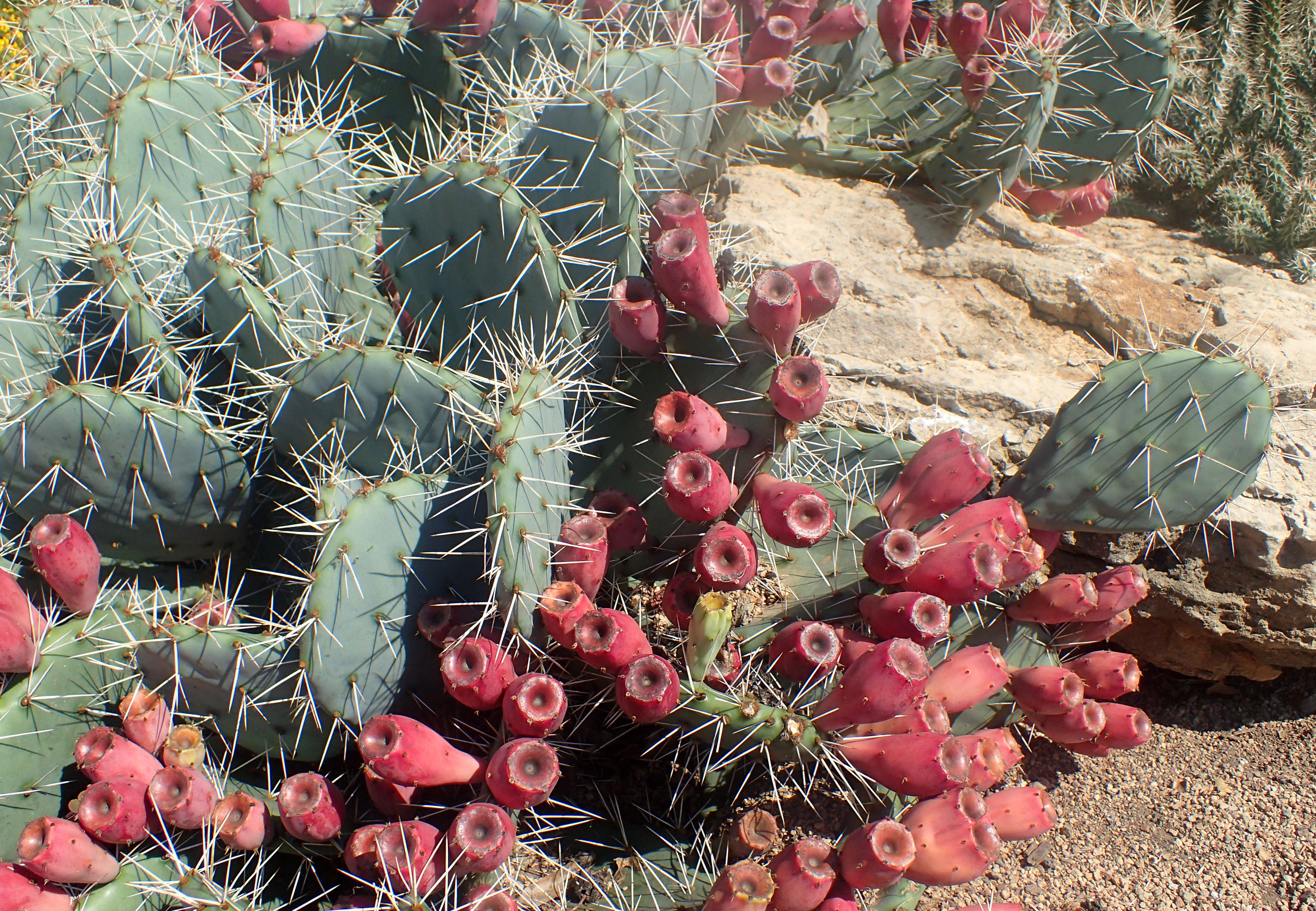
Rostlina s plody

## Rozšíření
Tento druh je rozšířený od Kalifornie na jih po Mexiko a na jihozápadě Spojených států. Existuje řada jeho variací.
Druh bývá vysazován i v Evropě, byl zaznamenán i v Česku. Zde je invazní rostlinou. Rozšířil se např. v Mohelenské hadcové stepi na Třebíčsku, kde byl uměle vysazen. Může zde omezovat mj. kriticky ohroženou skalní kapradinu podmrvku hadcovou. Opuncie hnědoostná se vyskytuje také v CHKO Pálava, kde ji ochránci přírody z obav o tamější vegetaci odstraňují stejně jako na Třebíčsku. Od padesátých let dvacátého století prosperuje i v CHKO České středohoří, výskyt je zaznamenán v jižní vrcholové části Lovoše a pod hradem Kalich.

## Využití
Tento kaktus lze připravit jako jídlo podobným způsobem jako opuncii poléhavou.